# Самба (музыка)

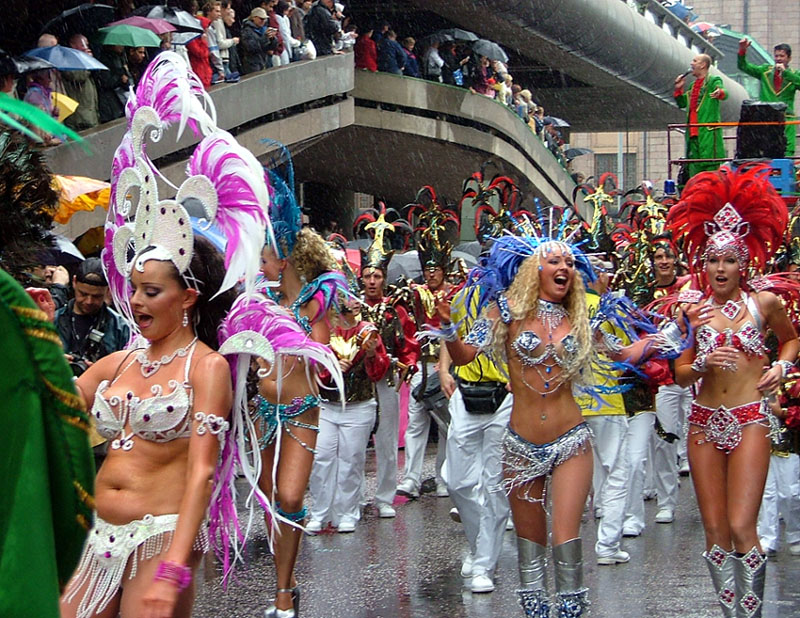

Са́мба (порт. samba) — бразильский музыкальный жанр африканского происхождения, считающийся одним из основных проявлений национальной культуры Бразилии.
Бразильская самба гармонично соединяет музыку и танец. 
В 30-х годах XX века самба стала выразительницей духа карнавала Рио-де-Жанейро, позже, в 40-х годах, получила мировое признание и обрела статус символа национальной идентичности Бразилии.
Несмотря на то, что самба распространена по всей территории Бразилии, особенно в штатах Баия (самба де рода), Пернамбуку, Мараньян, Минас-Жерайс, Сан-Паулу в виде различных ритмов и региональных народных танцев, происходящих от батуке (batuque), под современным понятием «самба» подразумевается городской музыкальный жанр Рио-де-Жанейро, то есть городская самба кариока.
Отправной исторической вехой в современном развитии городской самбы Рио-де-Жанейро считается пластинка 1917 года с карнавальной песней «По телефону» (Pelo Telefone), которая согласно данным Национальной Библиотеки является первой сохранившейся записью в жанре самбы.
Исполняется в быстром темпе, в размере 2/4 или 4/4. Является одним из основных ритмов в стиле би-боп и латиноамериканском джазе.
Исполнитель (или исполнительница) самбы называется «самбишта» (sambista). Португальское слово «sambista» не следует переводить как «самбист», то есть борец самбо.

## Этимология
Нет однозначной точки зрения о происхождении слова «самба», поскольку имеется целый ряд различных и противоположных версий. Поиски этимологии приводят к африканским языкам Анголы и Конго, поскольку именно оттуда в Бразилию завозились чернокожие рабы. Н’Тотила Н’Ланду-Лонга (N’Totila N’Landu-Longa) в речи на конференции Центра Афро-Восточных Исследований (СЕАО, Centro de Estudos Afro-Orientais) 10 мая 1978 года докладывал, что слово «самба» происходит от «sáamba», обозначающего в языке Конго (киконго, группа банту) группу инициации, в которой человек готовится к исполнению политических, социальных и религиозных функций.
Эдисон Карнейру в «Традиционных праздниках» (Edison Carneiro, Folguedos tradicionais) считает, что «самба» происходит от «семба» (semba), что на языке кимбунду (группа банту) обозначает умбигаду, посредством которой право солировать в танце переходит от одного танцора к другому. «Умбигада» в Африке — круговой танец народов банту. По сведениям лузитанского этнографа Эдмунду Коррейя Лопеш (Edmundo Correia Lopes), цитируемого португальским журналистом Угу Роша, «Самба» — это не название танца, а повторяющееся в песне имя главного солирующего танцора и певца. По другим источникам тот же Эдмунду Коррейя Лопеш писал: «Самба — это преимущественно женский танец, имеющий скорее воинственный, чем эротический характер».
Многие исследователи соглашаются с происхождением слова «самба» из африканской языковой семьи банту, и считают его производным от глагола «Kumba», связанным по своему значению со словом «возлюбленная».
Возможно происхождение от «samba», переводимым с языка умбунду (группа банту) как «быть оживленным, возбужденным». На языке луба (группа банту) «samba» значит «прыгать, скакать от радости». Некоторые возводят возникновение термина к значениям слов «Sam» — давать и «Ba» — получать, или «Ba» — то, что упало. Ещё имеется версия, по которой «samba» происходит от арабского, или точнее мавританского «Zambra» или «Zamba». В Анголе наших дней слово «самба» может обозначать невысокое плодородное плоскогорье с фертильной почвой, предназначенное для возделывания в предстоящем году.
В настоящее время наиболее распространённая точка зрения возводит появление бразильского слова самба к многозначному понятию «семба» (semba, мн. ч. массемба — massemba) языков народностей банту Анголы. На языке кимбунду слово di-semba стало обозначать «умбигаду» — основной элемент танца деревенской самбы, который присутствует во многих бразильских танцах: в самбе де рода в Баие, батуке (batuque), коку (coco), калангу (calango), лунду (lundu), жонгу (jongo), и др.
 К этому Рикарду Краву Албин добавляет ещё одно значение:
С другой стороны слово семба может означать меланхолию, тоску (saudade) по африканской родине — то же, что и блюз в США.
При этом в Анголе существует очень популярный музыкальный, песенный и танцевальный жанр семба.
Следует упомянуть о существовании парного аргентинского танца «самба» (исп. La zamba). Исследователи музыки считают, что название этого танца произошло от этнографического термина «самбо» (исп. zambo), который обозначает потомков от смешанных браков индейцев и негров. Мнения музыковедов совпадают в том, что парный аргентинский танец «самба» произошёл от перуанского танца «самакуэка» (исп. zamacueca), впервые появившегося в Лиме ещё в XVI веке от взаимного влияния музыки и танцев цыган, мулатов и негров из Анголы. Однако ни движения танцоров, ни музыкальный размер этих танцев не имеют ничего общего с бразильской самбой.

## История

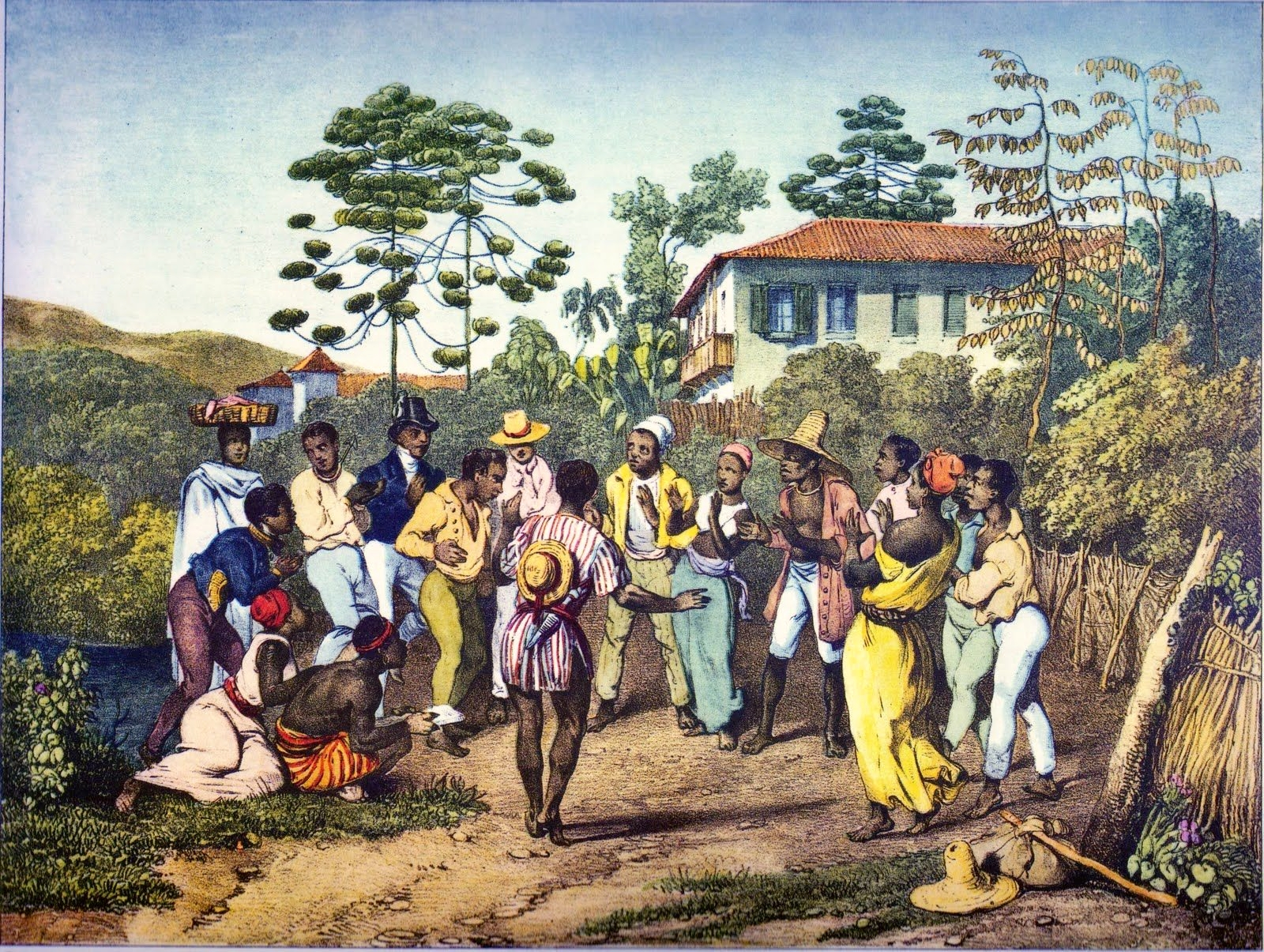
Батуку в Бразилии в 19 веке, картина Йоганна Морица Ругендаса

Самое раннее упоминание термина «samba» было опубликовано монахом Мигелем в журнале «Капусейру», изданном в Пернамбуку в 1838 году, хотя это относилось не к музыкальному жанру, а к негритянскому народному религиозному празднику того времени. А в № 64 того же журнала от 12 ноября 1842 года монах Мигель упоминает именно танец Самба.
Основой для самбы служили религиозные ритуалы племен банту и йоруба в Африке (Ангола, Конго). В честь многочисленных духов-богов ориша устраивались грандиозные праздники типа макумба и кандомбле, представляющие собой жертвоприношения священных животных. Сложные религиозные церемонии и ритуалы сопровождались танцами и музыкой, отличающейся своеобразным чувственным и неистовым ритмом. В наше время в бразильском штате Баия можно услышать такой энергичный ритм, который и является первоначальным видом самбы. При этом основными инструментами служат пандейру, тамбурин, также используются куика, реку-реку, гитара, кавакинью. 
Самба в Баие не обходится без традиционного хлопанья в ладоши и тарелки-ножа.
В XIX веке в Рио-де-Жанейро мигрировали бывшие чернокожие рабы из штата Баия, среди которых были «Тётушки из Баии». Тётушки из Баии привнесли африканскую культуру самбы де рода в Рио-де-Жанейро. При взаимодействии этнической самбы де рода Баии с городскими музыкальными жанрами — лунду, вальс, полька, машише, шоте, модинья — появилась городская самба кариока.

## Современность
В начале 1980-х годов, после временного отхода на второй план, в связи с ростом популярности диско и бразильского рока, самба вновь появилась в медиасреде: в центре внимания оказалось новое музыкальное направление, возникшее в пригородах Рио-де-Жанейро, — пагоде. В сущности оно представляло собой обновленный вариант самбы, дополненный звучанием банджо и тан-тана, особого ручного барабана. К числу наиболее популярных артистов того времени, работавших в данном жанре, могут быть отнесены Зека Пагодиньо, Альмир Гинето, Хорхе Арагао и некоторые другие.
На протяжении 1990-х годов стилистика самбы также подвергалась определенным модификациям: в неё проникали отдельные черты жанров и направлений в музыке, которые на тот момент набирали популярность в странах Карибского бассейна: хип-хопа и рэпа, регги и рока. В результате её смешения с названными стилями популярной музыки возникали разнообразные промежуточные варианты и сочетания: самба-рэп, самба-рок, самба-регги и т. п. Развлекательный аспект таких музыкальных произведений сочетался с социальным: искусство стремилось объединить негритянское население обоих американских континентов и культурно, и политически, в том числе и за счет поэтической составляющей композиций — авторы песенных текстов апеллировали к расово-национальному самосознанию и высказывались против социальной несправедливости. Стоит, впрочем, заметить, что самба не всегда рассматривается как национальный бразильский музыкальный жанр и как значимая форма искусства: некоторые исследователи обращают внимание на тот факт, что в связи с её происхождением из Западной Африки определенные слои бразильского общества склонны ассоциировать самбу с малообеспеченными гражданами или криминальными элементами.
Самба тем не менее продолжала выступать в качестве своеобразного объединяющего начала в течение всего последнего десятилетия XX века, когда Рио-де-Жанейро воспринимался как национальный символ Бразилии. Хотя город и не являлся столицей государства, он также играл определенную роль в единении его жителей, и тот факт, что именно с ним было связано возникновение самбы, по-своему содействовал данному процессу. 
Самба сыграла существенную культурную роль в связи с проведением Чемпионата мира по футболу 1994 года в США; к этому событию было даже создано особое музыкальное произведение в рассматриваемом жанре — «Copa 94», и в итоге вплоть до настоящего момента вышеупомянутый чемпионат является рекордным по средней и общей посещаемости матчей[уточнить]. 
Считается, что самба способна объединить людей вне зависимости от их социальной или этнической принадлежности, и отдельные специалисты рассматривают её как единственный фактор единения людей в политически неоднородном государстве. Исследователь Жерар Бехаг, к примеру, в своем труде «Избранные записки по этномузыковедению» отмечал, что для бразильского искусства характерны специфические процессы: вместо того, чтобы в той или иной форме ассимилировать постороннее влияние на местный жанр или направление, люди рассматривают присутствие инородных жанров просто как составляющую местной эстрады, что и выражается в появлении промежуточных форм наподобие самба-рэпа или самба-регги — причем это признание чужих моделей и образцов не сводится лишь к их имитации или пассивному потреблению национальной аудиторией.
Начиная с 2000 года, некоторые артисты предпринимают попытки восстановления некоторых наиболее популярных традиций, связанных с самбой. В различных районах и пригородах Рио-де-Жанейро организуются концерты и тематические мероприятия, имеющие непосредственное отношение к рассматриваемому жанру, которые привлекают как слушателей, так и исполнителей. Кроме того, к числу актуальных тенденций может быть отнесено смешение самбы с жанром электронной музыки драм-н-бейс, что привело к появлению ещё одного промежуточного направления — так называемого «самбейс» (англ. sambass).
В 2004 году министр культуры Бразилии Жилберту Жил направил в ЮНЕСКО предложение объявить самбу составной частью культурного наследия человечества (в категории «нематериальные блага»), подготовленное Федеральным институтом национального исторического и культурного наследия Бразилии. В 2005 году фестиваль «Samba de Roda», традиционно проходящий в штате Баия, был внесен ЮНЕСКО в список нематериального культурного наследия.

## Поджанры

### Самба ди рода
Самба ди рода (Samba de Roda) — наиболее архаичный вид самбы, который произошёл от кругового ритуального танца культа кандомбле в штате Баия. Самба ди рода и её самостоятельные подвиды (самба курриду, самба райяду, самба шула, самба де партиду алту) сохранилась в штате Баии и является объектом культурного наследия ЮНЕСКО. Самба ди рода попала в Рио-де-Жанейро во второй половине XIX столетия благодаря Тётушкам из Баии. Упомянутые самостоятельные виды самбы ди рода послужили основой для появления современной городской самбы кариока в конце 20-х начале 30-х годов прошлого века.

### Обычная самба

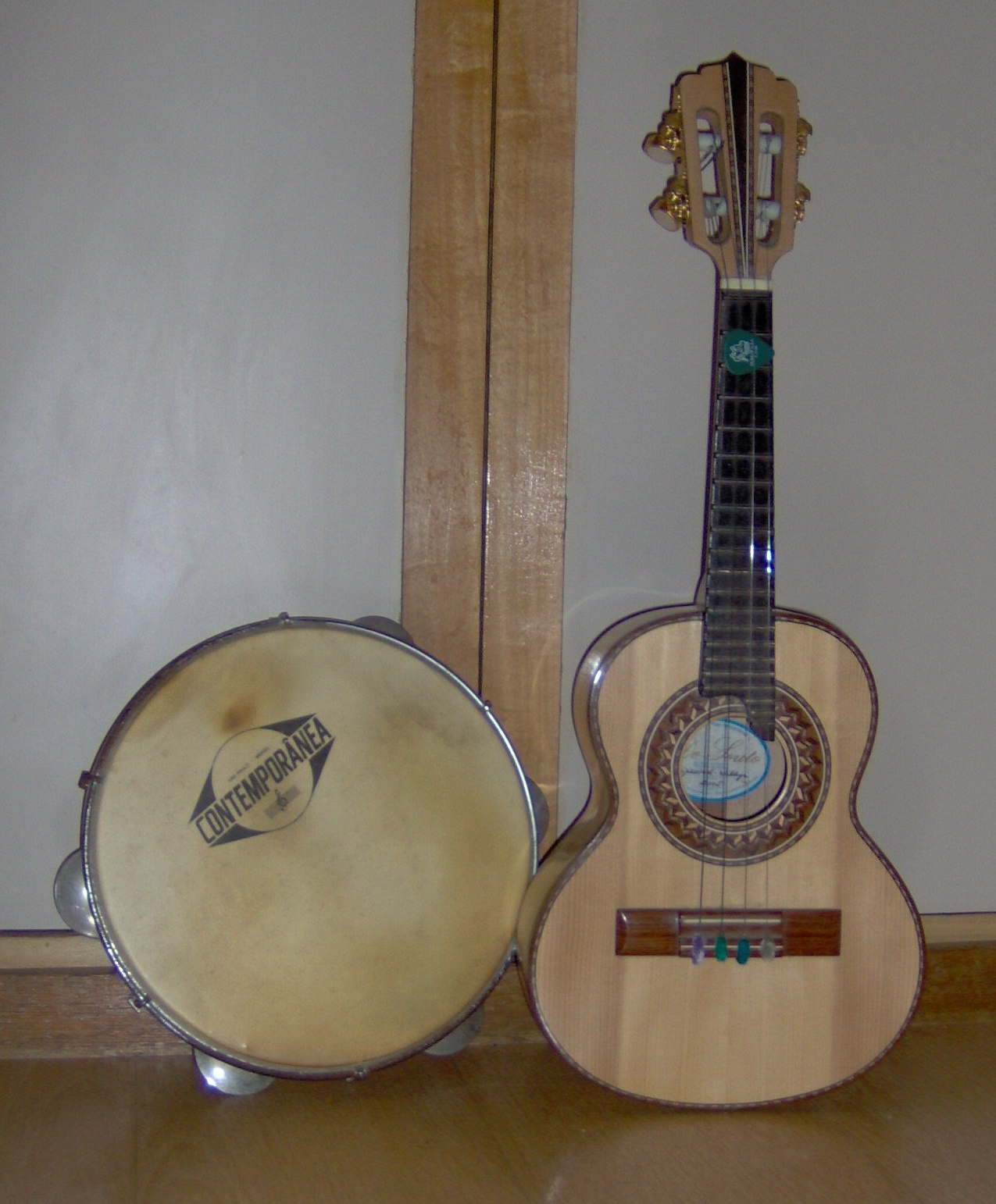
Пандейру и каквако — основа инструментария обычной самбы

Самба характеризуется синкопированным ритмом 2 / 4 со слабым и сильным ударами, что обычно выполняется с помощью сурду (басовый барабан), тамбурина и малого барабана репике. Другим важным элементом является кавакинью или каваку (cavaquinho, маленький четырёхструнный инструмент, подобный гитаре, завезенный португальцами, от которого происходит гавайская укулеле). Кавакинью отвечает за связь между ритмом и гармонией, его наличие обычно отличает самбу от более мягких стилей, таких как босса-нова.
Во всех видах самбы широко используется бразильский народный инструмент пандейру (бразильский бубен) — ударный инструмент с 1-й мембраной. Используется классическая гитара. Тематика песен самбы варьирует от любовной до футбольной, политической и патриотической.
Известные исполнители самбы: Бет Карвалью, Паулинью да Виола, Зека Пагодинью, Уилсон Морейра, Тереза Кристина и группа Сементе.

### Партиду-алту
Партиду-алту (partido-alto) — один из наиболее традиционных видов самбы в Рио-де-Жанейро, характеризующийся импровизационным исполнением текста, сопровождающийся сильным ударным тактом пандейру, который выполняется с помощью удара ладонью по центру инструмента. Мелодия партиду-алту всегда исполняется в мажорном ключе. Обычно используется набор ударных инструментов (сурду, то есть большой барабан, пандейру, тамбурин) и аккомпанемент кавакинью и гитары. В традиционной схеме солисту вторит хор. Певец партиду-алту (партидейру) импровизирует с текстом и вступает в поединок с другим или несколькими певцами. Партиду-алту — это импровизационное состязание исполнителей всем известных текстов. Победа в импровизации часто делает славу исполнителям, таким как Зека Пагодинью. Королевой партиду-алту в Бразилии считается Клементина де Жезус.
В 2007 году Национальный Институт Исторического и Культурного Наследия (IPHAN) в качестве основных видов самбы в Рио-де-Жанейро зарегистрировал самбу де террейру, партиду-алту и самбу-енреду.
Другие известные исполнители стиля: Кандея, Жовелина Перола Негра, Группа Фунду ди Кинтал и Безерра да Силва.

### Пагоде
Пагоде (Pagode) — один из распространённых в современной Бразилии поджанров самбы кариока. Пагоде как отдельная разновидность самбы появился в 1980-е годы благодаря введению группой «Фунду ди Кинтал» в состав аккомпанемента новых инструментов, таких как тан-тан, банджо, модификации кавакинью и repique de mão («репике ручной»), сопровождаемых более динамичным ритмом сурду. Обычно исполняется одним певцом под аккомпанемент кавакинью, гитары и пандейру. Пагоде часто выполняется на праздниках и неформальных встречах, в кафе и барах на открытом воздухе. Слова песен игривы, обычно тематика строится на любви или веселых трюках.

#### Пагоде романтику
Пагоде романтику (Pagode romântico) — новая модификация пагоде, представляющая более романтические мелодии, которую часто рассматривают как несерьёзную. Её происхождение связано с городом Сан-Паулу. В песнях часто используются любовные сюжеты, а способ пения сменился на более деликатный, сексуально привлекательный тон, хотя певцы, исполняющие эти песни, часто кроме них поют и в более традиционном стиле. Стиль популярен среди представителей беднейших слоев населения и иногда среди городского населения среднего класса. В 21 веке романтический пагоде потерял популярность, хотя все ещё исполняется.

#### Нео-пагоде
Этот термин используется для различных стилей, которые возникли в северо-восточном штате Баия в 1990-х годах. В текстах нео-пагоде используется сексуальная или детская лексика. Такие стили испытали влияние Samba duro и Samba-de-roda.

### Самба ди бреки
Самба ди бреки (Samba de breque) — сейчас неживой стиль самбы, характерной особенностью которого были паузы, заполняемые короткими историями. От певца требовались не только вокальные данные, но и талант актёра. Темами текстов песен обычно были весёлые истории. Breque заимствовано от английского слова «break», означает «тормозить» на старобразильском жаргоне, из-за частых «остановок» в песнях.

### Самба-кансан
Самба-кансан (Samba-canção — «самба-песня») — первый образец и эталон поджанра — песня «Аи, Йойо» 1929 года. Популярный на радио в период между карнавалами романтический и наиболее медленный подвид самбы, бразильский аналог популярных испано-американских ритмов, таких как танго и болеро, получивших распространение в Бразилии в 1940—1950-е годы. Этот поджанр также испытал влияние американских баллад периода 1950—1990-х годов. Основной темой самбы-кансан является любовь, часто неразделённая. Одной из лучших исполнительниц самба-песни считается Араси Кортес (Aracy Cortes, 1904—1985).

### Самба-энреду

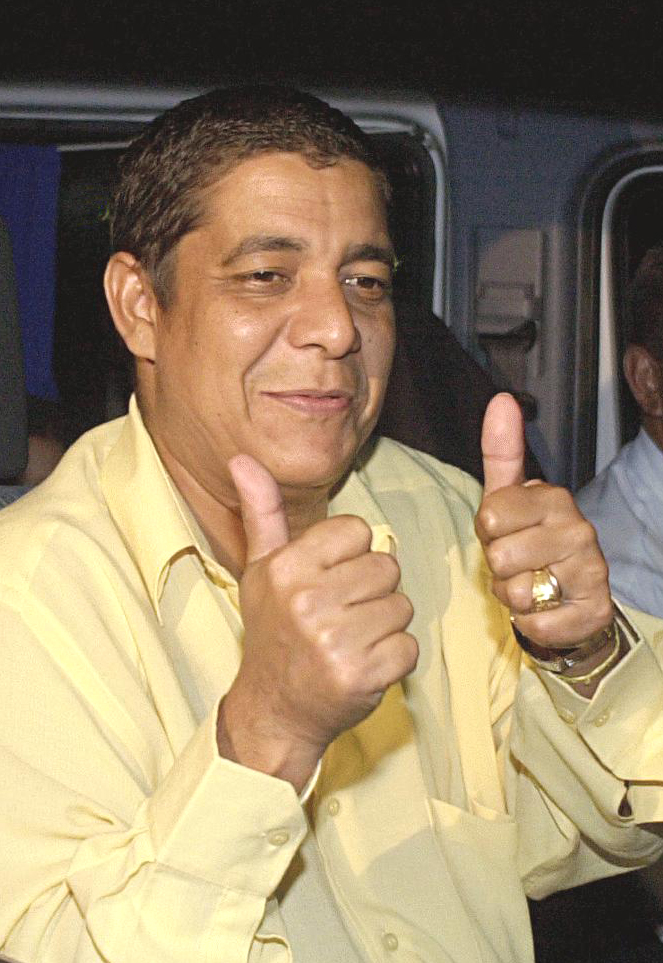
Зека Пагодиньо — популярный современный самбиста.

Самба-энреду (Samba-enredo) — стиль песен, выполняемый школой самбы на Карнавале в Рио-де-Жанейро. Стиль широко известен благодаря туризму в городе и тому, что многие группы сформировались в Рио и начинали с этого стиля самбы.
Самба-энреду часто выполняется на радио в период карнавала. Обычно песни стиля поются мужчиной-вокалистом под аккомпанемент кавакинью и группы ударников, что создает густую сложную текстуру.
Под влиянием стиля сформировались многие группы по всему миру, особенно на Западе. Эти группы обычно не используют вокал, фокусируясь на ударном ритме и частых паузах.

### Самба де гафиэйра
Самба де гафиэйра (Samba de gafieira) — стиль бального танца. Исключительно танцевальный вид самбы, возникший в городской среде в 40-х годах XX века. Музыкальный аккомпанемент самбы де гафиэйра отличается ярко выраженной синкопированной манерой исполнения и тесно связан с самбой-шору и самбой-машише.

### Другие разновидности
- Босса-нова (порт. bossa nova — «новый стиль») — производное от самбы течение бразильской популярной музыки. Основной отличительной чертой является медленная манера исполнения в джазовом стиле. Босса нова развивалась под влиянием самбы-кансан, американского джаза, мексиканского болеро
- Самба-регги (Samba reggae) — более новый вариант самбы, возникший в Баие в 2001 году. Ритм испытал влияние регги, калипсо и испаноамериканского мелодий.
- Самба-эзалтасан (Samba-exaltação — «самба возбуждения») — жанр, который ввел Ари Баррозу популярной песней «Aquarela do Brasil» .

## Музыкальные инструменты
Как музыкальный жанр самба включает различные ритмы специфических ударных инструментов, придающих ей оригинальное звучание. Самба исполняется в очень быстром темпе 50-52 такта в минуту.
В создании ритма бразильской самбы на карнавале участвуют исключительно перкуссионные: большой барабан, малый барабан, агого, куика, бонго, реку-реку, пандейру, тамбурин, треугольник и другие ударные инструменты. Правила проведения карнавала запрещают использование духовых инструментов, кроме свистка руководителя оркестра.
Куика, агого, реку-реку и многие виды барабанов имеют африканское происхождение.
В аккомпанемент самбы вне карнавала могут входить кавакинью, классическая гитара, флейта, труба, саксофон, кларнет. Ритм может обозначаться потряхиванием коробком спичек.
В колыбели бразильской самбы штате Баия ритмическая полифония создаётся хлопаньем в ладоши и использованием бразильского музыкального инструмента «тарелка и нож».